# Proue

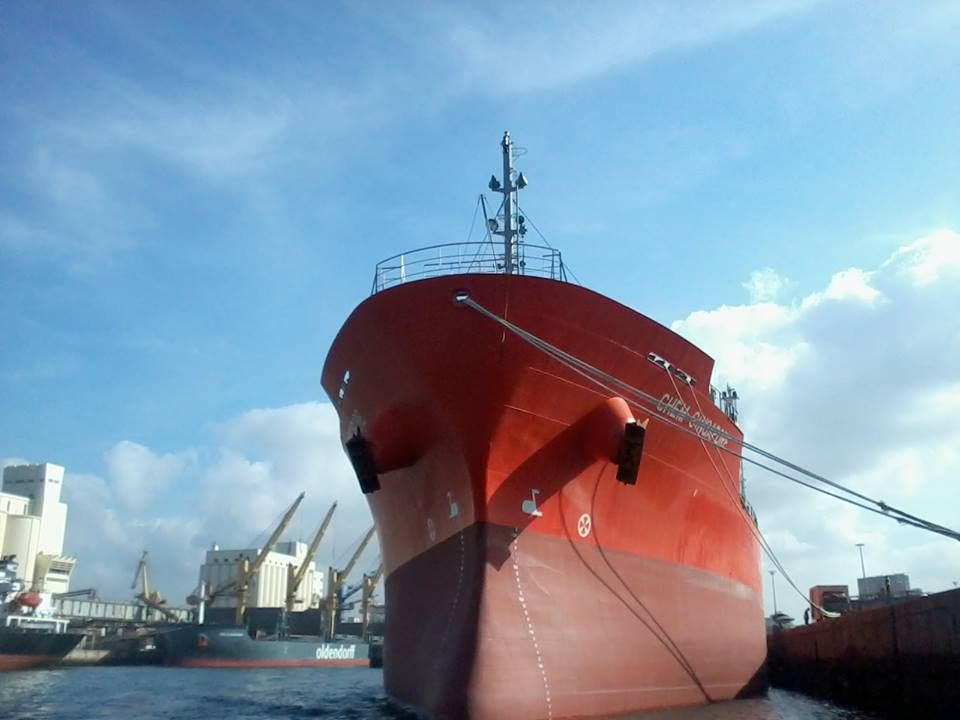
Étrave à bulbe du Chem Singapore

La proue est la partie avant d'un bateau. Elle comprend diverses pièces de structure dont, quand elle existe, l'étrave, et les superstructures situées à l'avant, comme le mât de beaupré et le pavois avant.
La figure de proue est la sculpture placée à l'avant de certains navires, de commerce ou de combat, à rames ou à voile, au-dessus de l'étrave. Les figures de proue, dans l'Antiquité, représentaient souvent des animaux symboliques ou des divinités.
Le mot proue n'est plus guère utilisé dans le monde maritime où l'on préfère les termes avant ou étrave.
La poupe, à l'autre extrémité du navire, correspond à l'arrière.

## Forme
La forme de la proue joue un rôle considérable sur la résistance à l'avancement. La conception de sa forme a par conséquent donné lieu à de nombreuses études. La question se pose avec plus d’acuité dans le cas des brise-glaces. Leurs rakes (angles d'étrave), de dévers, de section longitudinale et de flottaison contribuent au déglaçage, à la submersion de la glace et au dégagement de la glace, et doivent aussi être pris en compte.

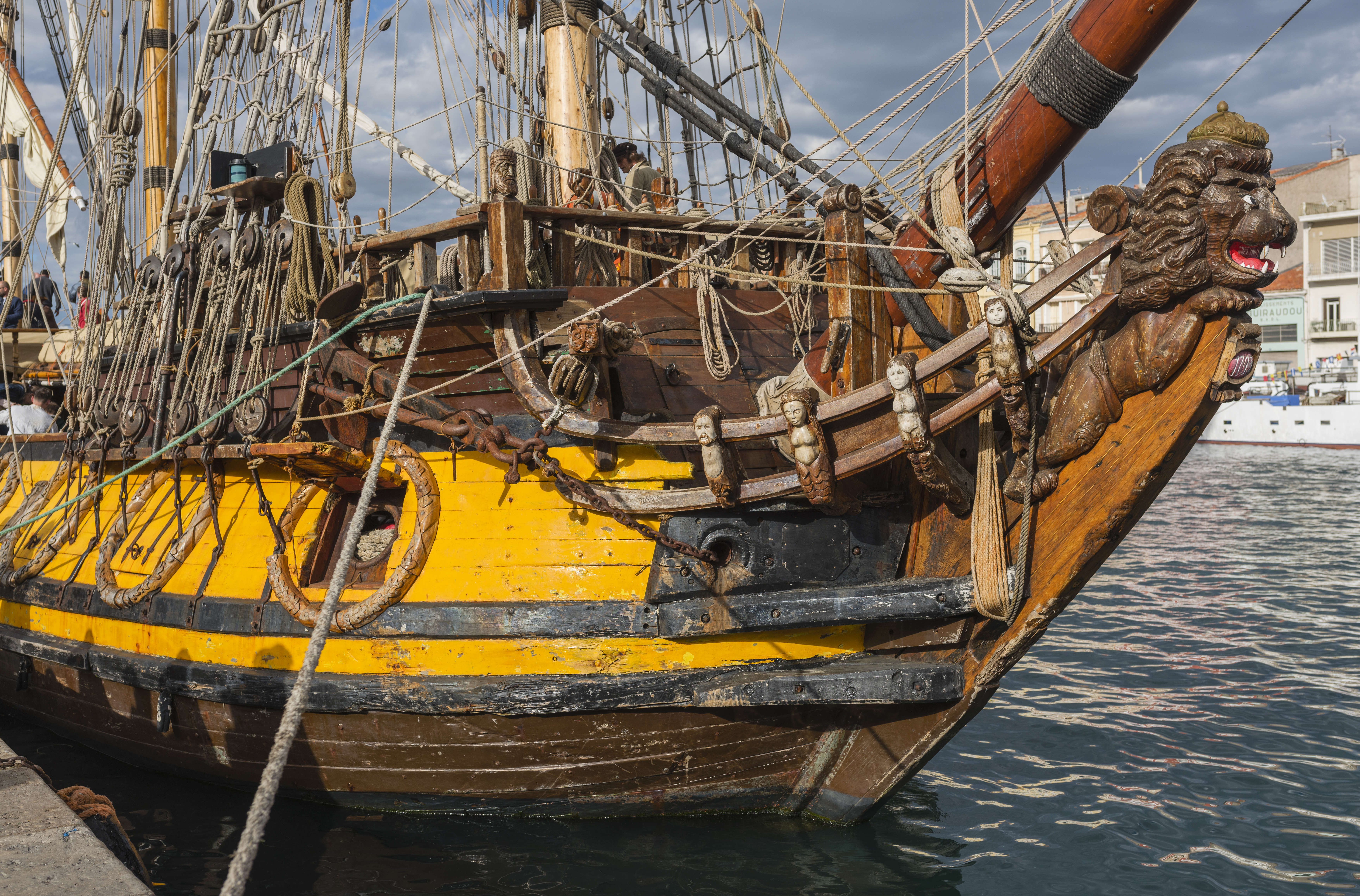
Proue du Shtandart
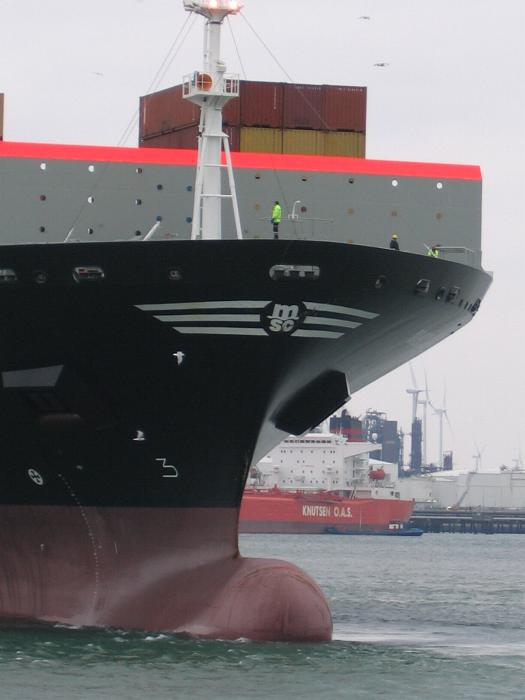
Étrave à bulbe d'un porte-conteneurs.
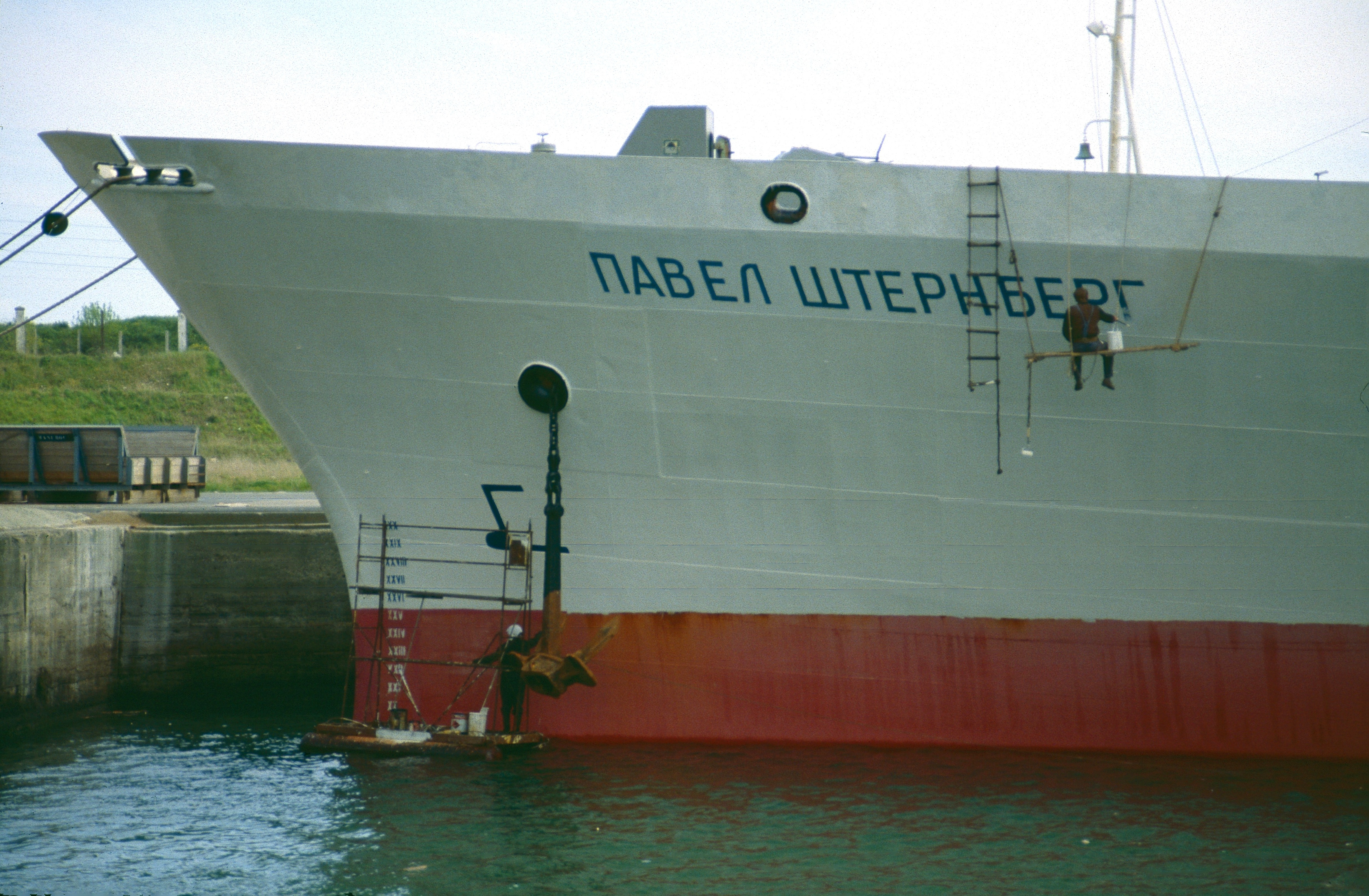
Étrave d'un cargo vue de profil.
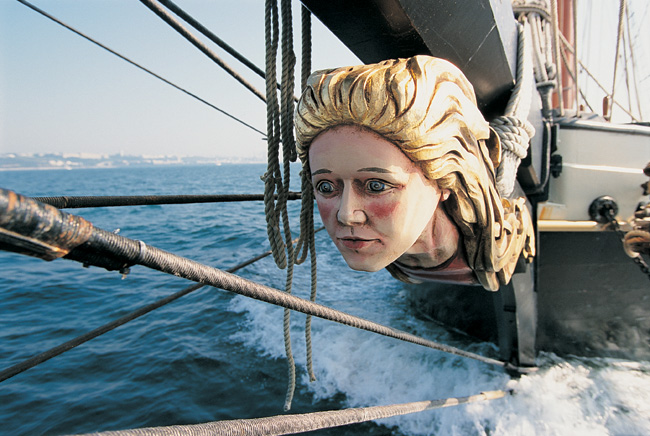
Figure de proue de La Recouvrance.
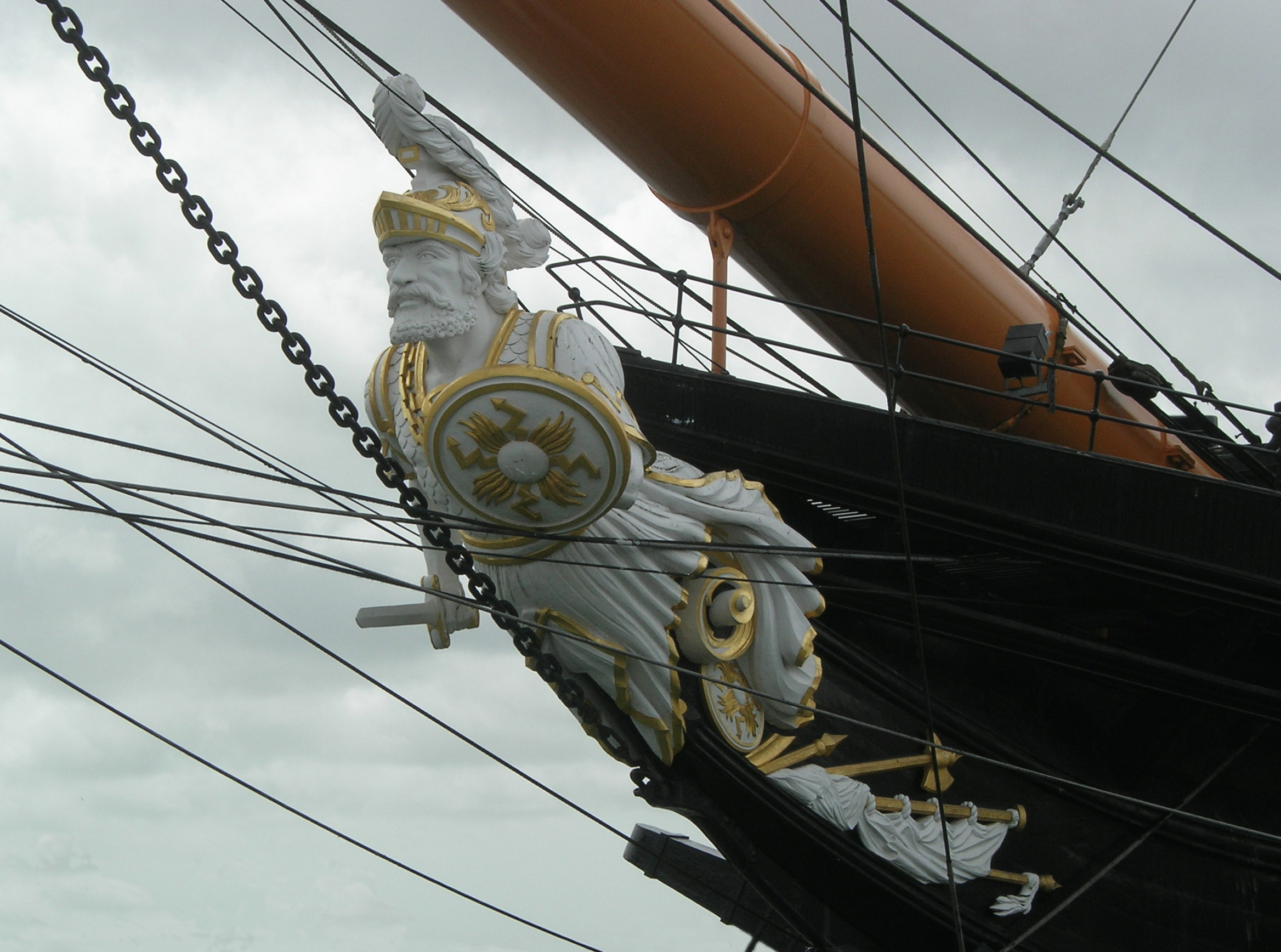
Figure de proue du HMS Warrior.
Proue du Shenandoah.
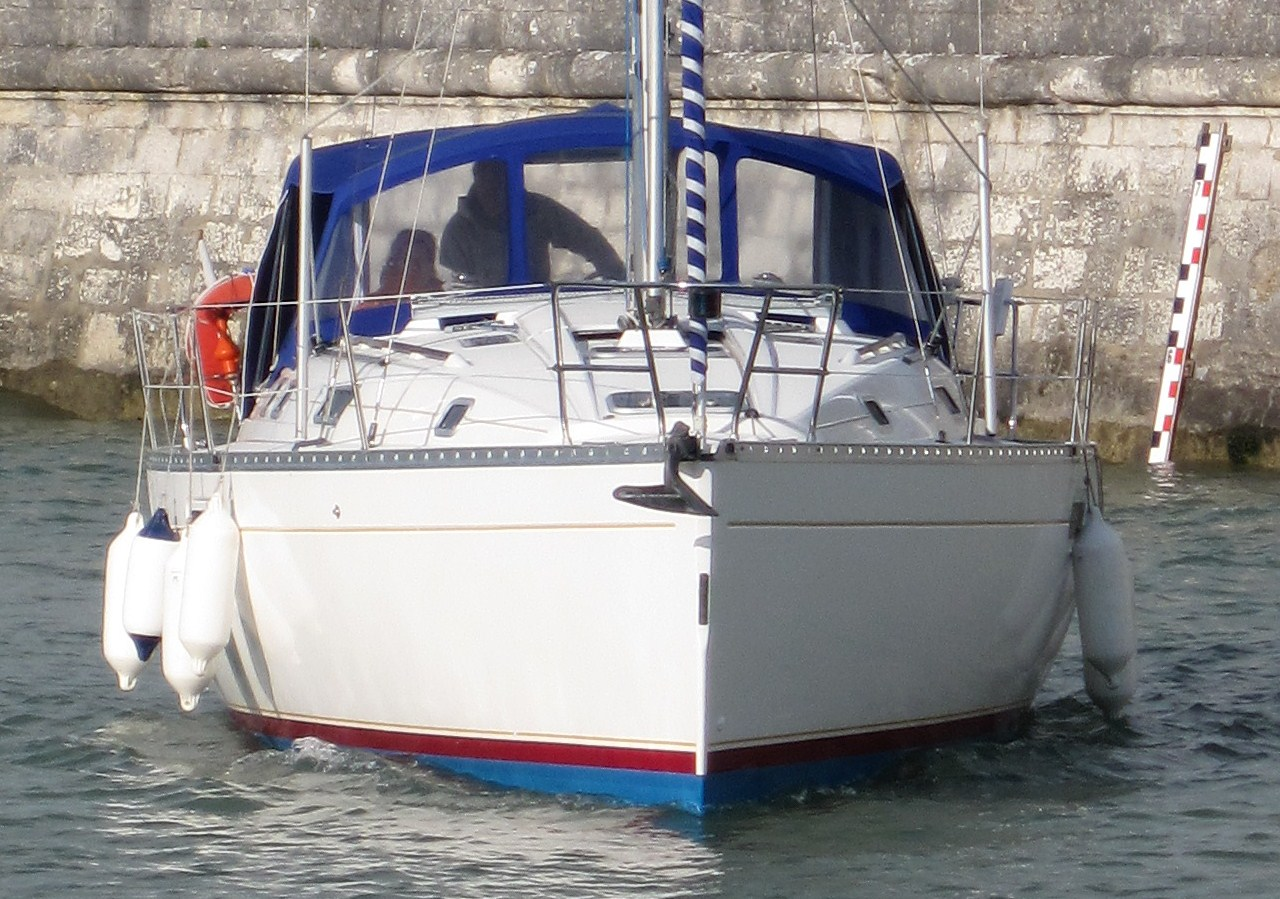
Proue d'un bateau de plaisance.
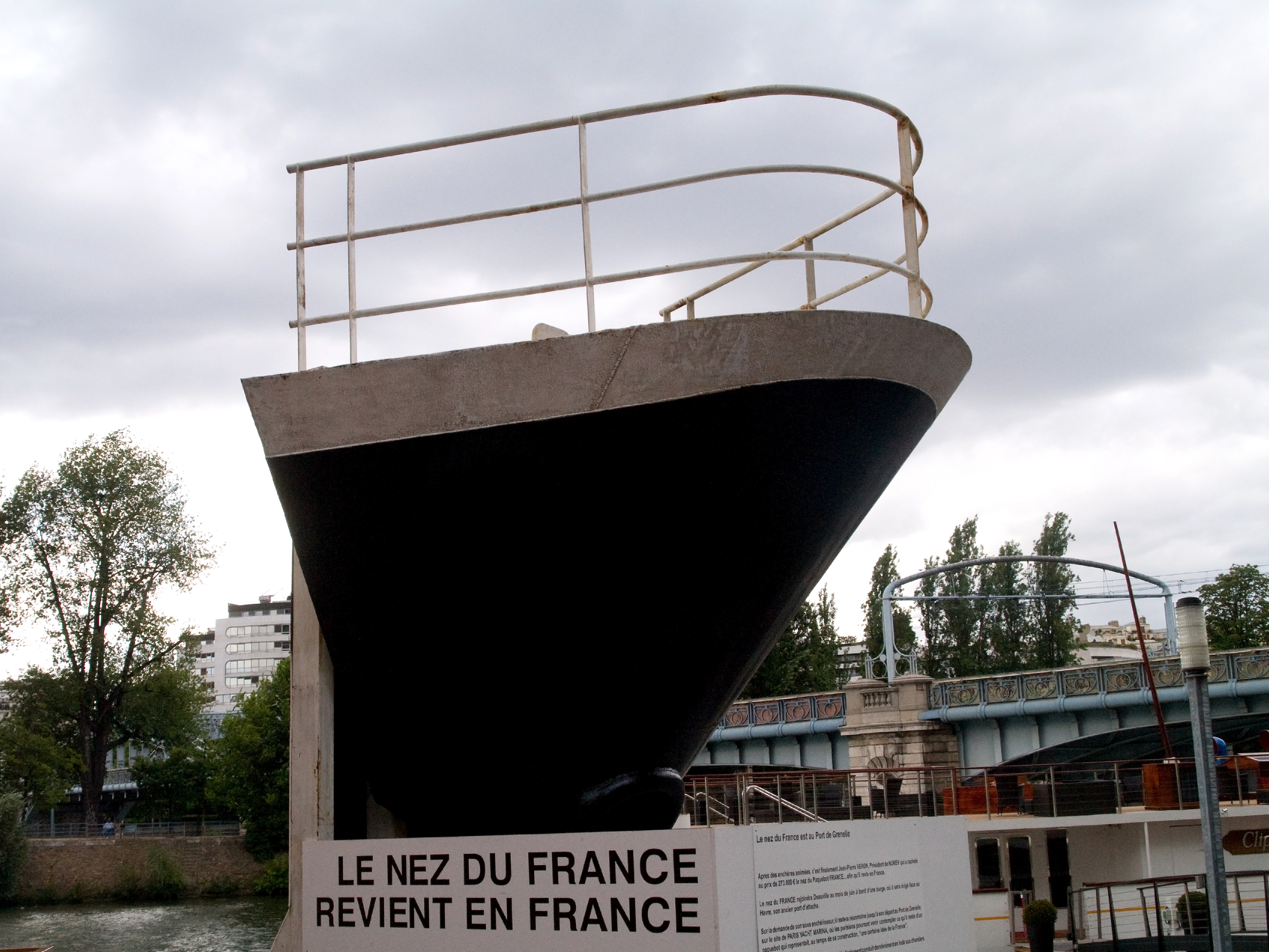
Étrave du France, exposée au port de Grenelle à Paris.